# Aminal (scheikunde)

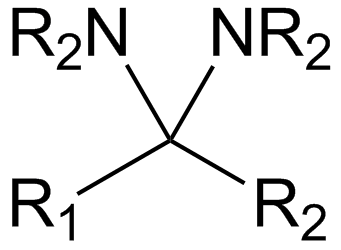
Algemene structuurformule van een aminal.

Een aminal of aminoacetaal is in de organische chemie een functionele groep, die gekenmerkt wordt door 2 aminegroepen die gebonden zijn aan hetzelfde koolstofatoom. De R-groepen kunnen of een waterstofgroep of een alkylgroep zijn.